# Kareol
Kareol was een groot huis aan de Van Lennepweg in de Nederlandse plaats Aerdenhout in de gemeente Bloemendaal gebouwd in 1911 voor de Amsterdamse zakenman Julius Carl Bunge. Het bouwwerk is in 1979 afgebroken. Het was het grootste huis dat in de 20e eeuw voor een particulier in Nederland werd gebouwd.

## Bouwwerk

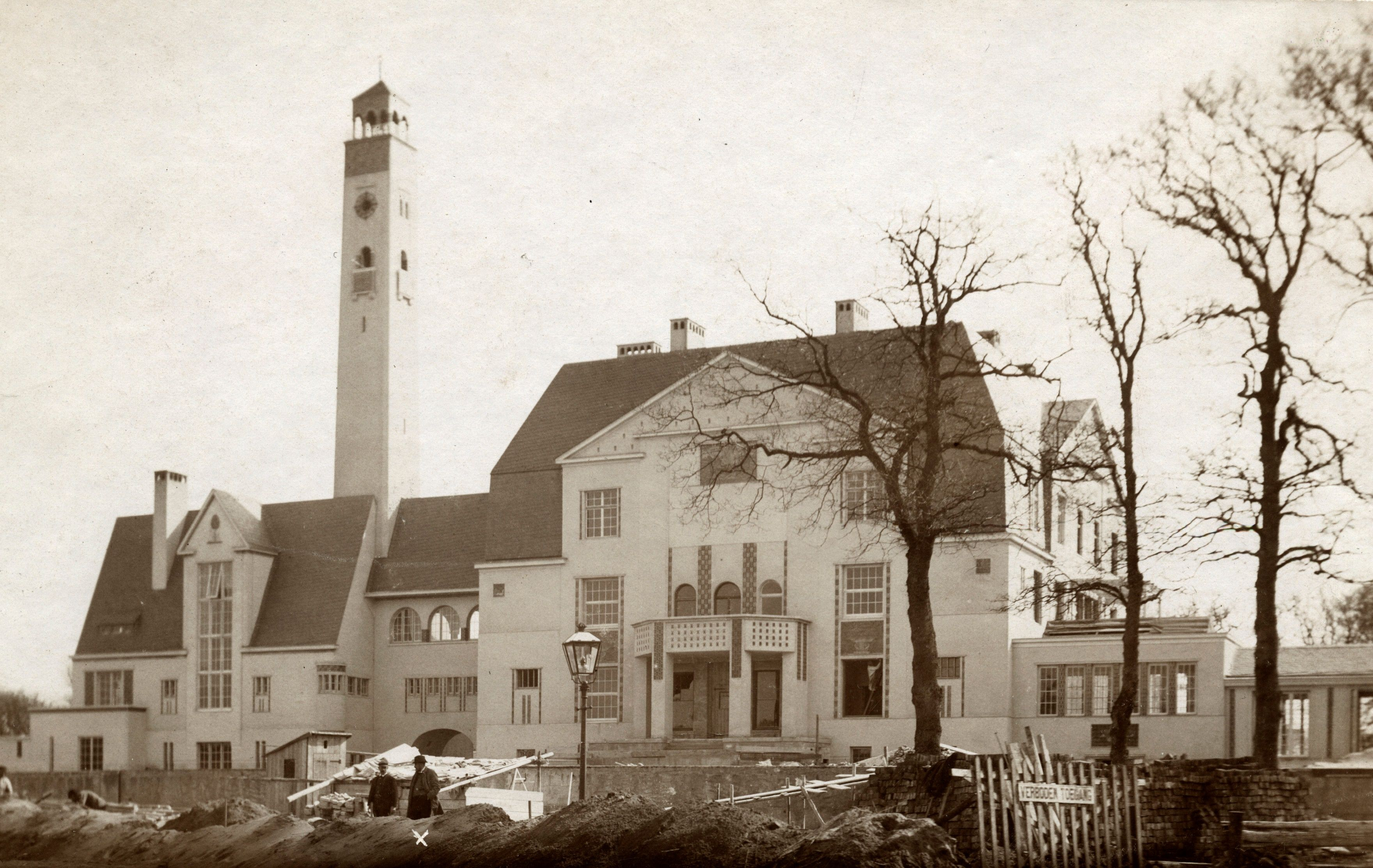
Kareol met Bunge en Lundberg (1909)

Aan het begin van de 20e eeuw werd op een bosrijk perceel in het zuiden van Aerdenhout het enorme bouwwerk gesticht. Met de bouw werd in 1908 begonnen; in 1911 was het voltooid. De bouw heeft circa 2,5 miljoen gulden gekost; een doorsnee woonhuis kostte in die tijd enkele duizenden guldens. Opdrachtgever hiervan was de Amsterdamse zakenman Julius Carl Bunge, die in de graanhandel toentertijd fortuin gemaakt had. Dit stelde hem in staat om een bouwwerk te laten stichten dat zo veel mogelijk de geest van de componist Richard Wagner moest uitstralen, van wie hij een groot liefhebber was. De naam is afkomstig van een burcht in Wagners opera Tristan en Isolde: oorspronkelijk stond Kareol in het Britse Cornwall, waar in de tuin bij de burcht Tristan er gewond op zijn geliefde Isolde wachtte. Bunge had als Wagner-aanbidder een grote invloed op het muziekleven in Nederland van 1890 tot 1934. Bunge woonde er met zijn Duitse echtgenote Lotte Meissner.

## Omschrijving
Kareol was ontworpen door de Zweedse architect Anders Lundberg en een voorbeeld van Scandinavische bouwkunst in Nederland. Ook de architecten Sven Silow en prof. Max Laeuger waren bij het werk betrokken. De Nederlandse architect Foeke Kuipers zou bij het werk geassisteerd hebben.
 Bunge had Max Laeuger in 1907 ontmoet, en onder de indruk van zijn werk heeft Bunge hem gevraagd bij de bouw van zijn villa te helpen, en het resultaat was ongetwijfeld opzienbarend. Het bouwwerk was zeer ongewoon en paste eigenlijk niet erg bij de bestaande bebouwing: Het reusachtige gebouw was veel groter en hoger dan de omringende huizen, het was van de buitenzijde geheel lichtgrijs gepleisterd en bezat een hoge toren. Het was gebouwd van de beste materialen, en met voor die tijd unieke voorzieningen. Er was op alle punten gebruikgemaakt van de nieuwste, zeer kostbare mogelijkheden. Zo is Kareol de eerste Nederlandse villa geweest waarbij gewerkt is met gewapend beton. De 32 meter hoge toren fungeerde als watertoren voor het huis, maar kon ook beklommen worden, zodat men een goed uitzicht moet hebben gehad over de wijde omgeving. Treinreizigers die uitstapten op het spoorwegstation Heemstede-Aerdenhout konden steeds deze toren goed zien, aangezien het bovenste stuk duidelijk uitstak boven de bosrijke omgeving. Boven was aan alle zijden een balkon, waarboven een koepel was. In 1910 verscheen van de hand van Theo Rüter een artikel over Kareol in "Architectura", het orgaan van het genootschap Architectura et Amicitia. In Duitsland was veel meer aandacht voor het Kareol: het gehele nummer van "die Innendekoration" van juli 1914 werd eraan gewijd.

In Buiten; geïllustreerd weekblad aan het buitenleven gewijd, jrg 8, 1914, no. 52, 26-12-1914 staat Foeke Kuipers als architect genoemd, maar in Librariana wordt dit genuanceerd.

## Opera en kunst
In het huis werden tal van opera-uitvoeringen door de Wagner-Vereeniging voorbereid; Bunge hield zich vooral bezig met de enscenering daarvan. In het huis waren verschillende tegeltableaus met voorstellingen uit Wagners werken ingemetseld. In de omringende tuin was een vijverpartij, een rozentuin, een bosgebied waardoorheen een klein treintje was aangelegd en er bevonden zich twee dienstwoningen. Het huis had bovendien een eigen orgel, dat op muziekrollen kon spelen (als een pianola). De bouwstijl van Kareol kon het beste worden omschreven als jugendstil. Het pand was geheel uitgevoerd in  gewapend beton. Er waren ook elementen van art deco in het huis aanwezig. Er is een goede vergelijking te maken met het Jachtslot Sint Hubertus, dat bewoond werd door het echtpaar Kröller-Müller in het park de Hoge Veluwe. Bunge was bovendien kunstliefhebber en richtte Kareol dan ook met vele kunstwerken in. Beroemd was bijvoorbeeld de enorme tapijtencollectie die het huis herbergde. Bij de inrichting van het huis speelde geld geen rol: alles was van de mooiste en duurste materialen vervaardigd.

## Na Bunges dood
Ondanks deze grootse, ongewone opzet heeft het huis Bunge maar korte tijd tot woning kunnen dienen. In 1919 stierf zijn echtgenote aan de Spaanse griep. Tot aan zijn overlijden in 1934 bewoonde Bunge het huis met huisvriendin Hilde Rusag, die in 1941 stierf. Haar Duitse erfgenamen namen de meeste kostbaarheden naar Wuppertal (Duitsland) mee, waar ze bij een bombardement van deze industriestad verloren gingen.
Op 18 juli 1940 werd Kareol, met instemming van de eigenares, Hilde Bunge (Rusag), in gebruik genomen door het Rode Kruis als herstellingsoord voor militairen die gewond waren geraakt tijdens de meidagen. Initiatiefnemers waren ritmeester Pahud de Mortange en Dr. C. Kroon. In juli 1941 kreeg Pahud een gift van fl. 10.000,= en ‘duizend sigaren’ van de N.S.V.O.. Het geld was een deel van de opbrengst van een collecte die deze vrouwenorganisatie heeft gehouden ten bate van het Duitse Rode Kruis.
Na de Tweede Wereldoorlog werd Kareol door de Nederlandse overheid geconfisqueerd en gebruikt als sanatorium, waar oorlogsgewonden konden aansterken. De vereniging van deze veteranen, de vereniging BNMO (Bond Nederlandse Militaire Oorlogs- en Dienstslachtoffers) gaf een periodiek uit dat toepasselijk nog altijd de naam "De Kareoler" draagt. In 1949 verkocht de Nederlandse Staat Kareol aan de heer D.H. Pasman uit Wassenaar, een vermogend paardenliefhebber, die o.a. de centrale hal liet verbouwen, waardoor de oosterse sfeer van de hal verdween en het een meer klassiek en monumentaal karakter kreeg. Maar Pasman wist zich al gauw geen raad meer met het gebouw.
In 1956 belandde het in de handen van Reinder Zwolsman van de Exploitatie Maatschappij Scheveningen [EMS]. Er trad leegstand van het immense bouwwerk op, met onvermijdelijk verval. Het bleek moeilijk om een geschikte bestemming voor het kolossale en typische gebouw van Kareol te vinden. Kareol werd regelmatig gebruikt voor speelfilmopnamen en recepties en er werden muziekevenementen gehouden. Bekende namen als Marco Bakker, Martine Bijl, Emmy Verhey, Willeke Alberti, Ruurd Kooistra en Alwin Bär hebben opgetreden in Kareol. In 1968 stond Kareol op de hoesfoto van het album Nacht en Ontij van Boudewijn de Groot. De lancering van het album vond plaats op het al lang onbewoonde landgoed.

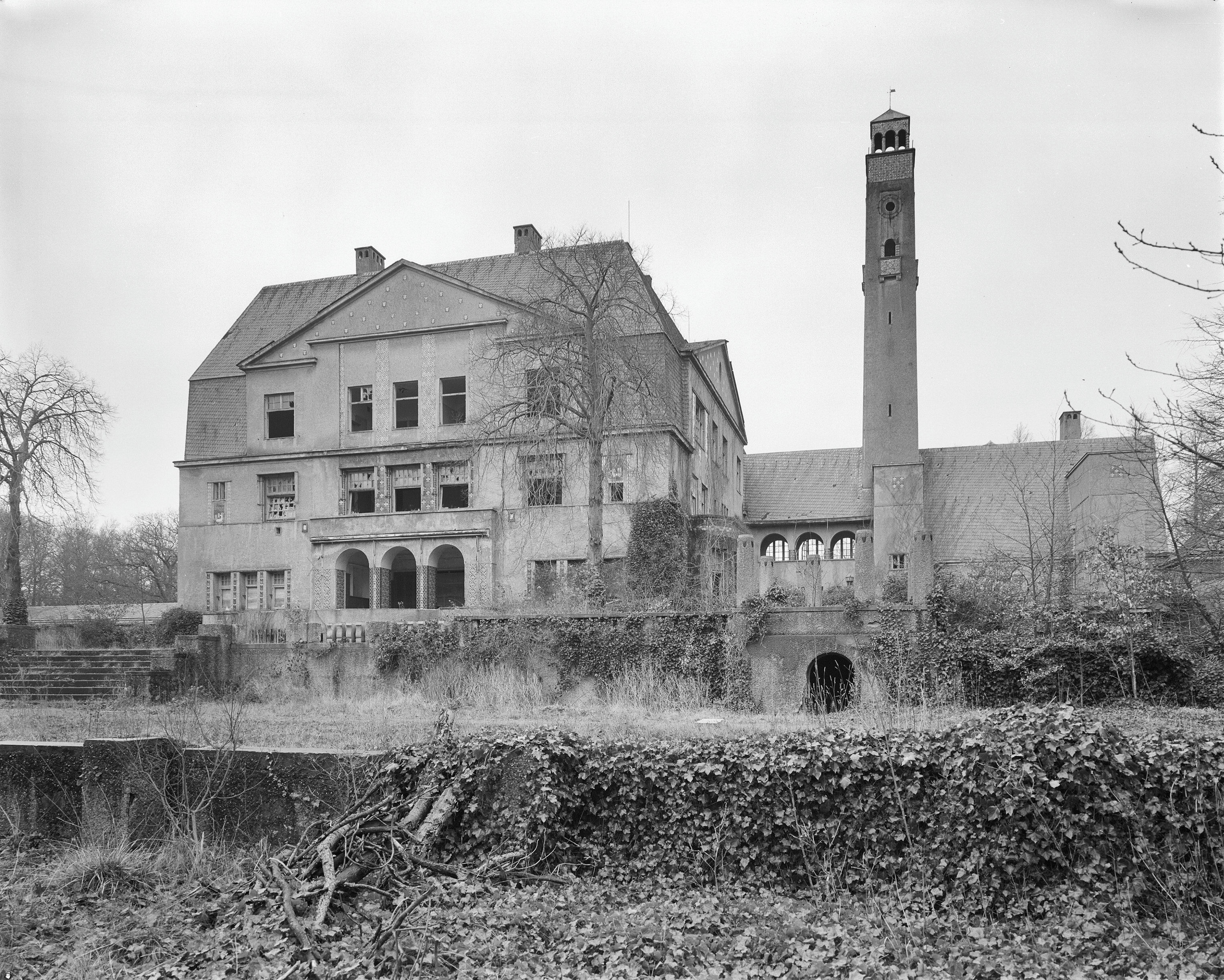
Kareol in januari 1978, achtergevel

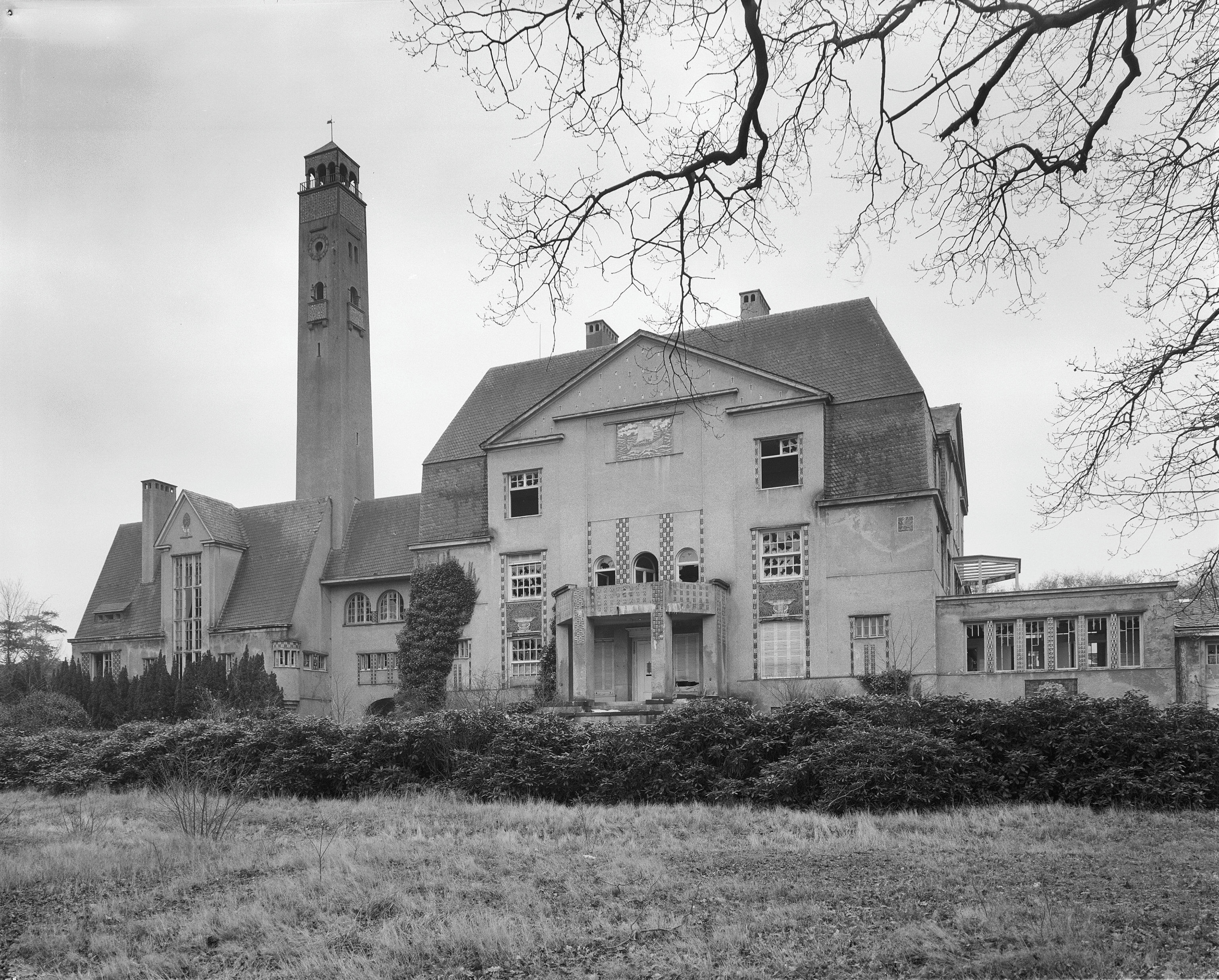
Kareol in januari 1978, voorgevel

## Rijksmonument
In oktober 1974 werd de "Stichting Kareol" opgericht. Deze Stichting, die door veel instanties en particulieren werd gesteund, wilde Kareol kopen, restaureren en een inhoudelijke bestemming geven. Deze plannen werden echter doorkruist door de verkoop van Kareol door E.M.S. aan een projectontwikkelaar, die het wilde slopen om er villa's neer te zetten. De eigendomsoverdracht was op 2 juli 1975. Enige weken daarvoor, op 13 juni, werd Kareol mede door toedoen van de Stichting Kareol en de Gemeente Bloemendaal geplaatst op de voorlopige landelijke Monumentenlijst. Dit was een tijdelijke bescherming.
Intussen moest de beheerder van Kareol in juli 1975 vertrekken, zodat de bewaking was weggevallen en het gebouw er onbeheerd bijstond. Het was nu een gemakkelijke prooi voor vandalen, die niet lang op zich lieten wachten. Door deze geweldige moedwillige vernielingen was Kareol, in tegenstelling tot voorjaar 1975, volledig onbewoonbaar geworden. In juni 1977 kreeg Kareol de status van Rijksmonument. Voorwaarde was wel dat er binnen twee jaar een passende bestemming moest komen, anders zou het weer van de monumentenlijst afgevoerd worden. Maar ondanks de monumentenstatus had de eigenaar geen enkele onderhoudsplicht en de vernielingen bleven doorgaan. 
Stichting Kareol was op zoek naar een bestemming. Die leek gevonden te worden in het najaar van 1978 : de vestiging van een woon- en ontmoetingscentrum voor oud-verzetsstrijders uit Nederland en het voormalige Nederlands Indië. De woordvoerder van deze groep zei het enorme bedrag dat nodig was voor aankoop, restauratie en exploitatie van het hoofdgebouw te kunnen financieren, echter onder één voorwaarde: men moest het gebouw in eigendom verwerven, want op basis van huur was het project niet te financieren. De eigenaren waren echter slechts bereid op erfpachtbasis een overeenkomst te sluiten. Men weigerde absoluut te verkopen. Deze impasse was niet te doorbreken.
In december gaf de Monumentenraad het advies aan CRM om Kareol van de lijst van beschermde monumenten af te voeren. Staatssecretaris van CRM Gerard Wallis de Vries besloot daarna, in maart 1979, om Kareol af te voeren van de Rijksmonumentenlijst. De Gemeente Bloemendaal zag evenmin mogelijkheden voor Kareol.

## Sloop
Op 23 juli 1979 werd begonnen met de sloop. Daarvoor, op 21 mei, was men al begonnen met het uitzagen van een aantal tegeltableaus. De gemeente Bloemendaal wilde nog een aandenken van Kareol in het gemeentearchief bewaren. Men koos voor 14 tegeltableaus. Deze bleken moeilijk te redden, doordat zij stevig verankerd met het gebouw waren en konden deels enkel in beschadigde staat losgemaakt worden. De sloop was niet alleen het gebouw, maar ook de sloper noodlottig: deze ging failliet. Een ander moest de afbraak voltooien. Bij het ontmantelen van het stevig gebouwde huis, waarin gewapend beton gebruikt was, moest zelfs springstof gebruikt worden. Het huisorgel (Aeolian Pipe Organ) is ondergebracht in het Pianola Museum in Amsterdam. De kunstschilder Fred Blei uit Amsterdam vervaardigde nog een aantal schilderingen met taferelen van Kareol zoals dit geweest is. Hans van der Horst maakte van de afbraak van Kareol een verslag in pentekeningen, dat in 1980 als boek werd gepubliceerd.
Op de plaats van Kareol is een appartementencomplex gebouwd. Park en bosgebied zijn zo veel mogelijk in de oorspronkelijke staat hersteld. In het bos zijn nog bouwwerken te vinden uit de tijd van de villa.